# Sociology
Sociology ist die soziologische Fachzeitschrift der British Sociological Association. Sociology gilt als eine der führenden Soziologiezeitschriften weltweit. Sie wird von Anthony Giddens als „eine der führenden Zeitschriften in den Sozialwissenschaften“ und von John Brewer als „Vorzeigezeitschrift der British Sociological Association und wichtigste Soziologiezeitschrift des Vereinigten Königreichs“ bezeichnet. Für das Jahr 2013 hatte die Zeitschrift einen Impact Factor von 1,348 und lag damit in der Statistik des Social Science Citation Index auf Rang 28 von 137 betrachteten Zeitschriften in der Kategorie Soziologie.
Als Vierteljahreszeitschrift 1967 gegründet, erscheint sie seit 2006 zweimonatlich mit sechs Ausgaben im Jahr. Neben Originalbeiträgen aus allen Gebieten der Soziologie veröffentlicht sie Research Notes und einen Rezensionsteil mit Besprechungessays und Einzelbesprechungen.